# Plarium
Plarium — международная компания-разработчик и издатель мобильных ММО-игр в разных жанрах: RPG, Action, Strategy, Casual Games и др.
Офисы расположены в Герцлии (штаб-квартира), Варшаве (2022) , Харькове (2009) , Одессе (2015) , Львове (2014) , Киеве (2014) , Сан-Франциско (Rumble Studio, 2011) , Мичигане (2015) , Хельсинки (2021) . Самый большой офис компании находится в Харькове и насчитывает более 700 сотрудников .
В связи с пандемией коронавируса с 2020 года компания перешла на удалённый и гибридный формат работы .
Компания стала известна благодаря таким проектам, как: Raid: Shadow Legends, Mech Arena, Vikings: War of Clans, «Stormfall: Rise of Balur, «Правила войны», «Спарта: Война империй», «Кодекс пирата», Throne: Kingdom at War и «Конфликт» (Soldiers Inc.). Всего в портфолио Plarium более 20 игр .
Наиболее популярная игра Plarium — пошаговая коллекционная ролевая игра в духе dark fantasy Raid: Shadow Legends, разработанная сотрудниками украинских офисов компании .
Игры компании представлены в магазинах App Store и Google Play, а также доступны на портале plarium.com на Windows и MacOS. Стратегии также доступны в социальной сети Facebook. Игры локализованы на 18 языков и объединяют более 435 миллионов игроков по всему миру .
В 2017 году студию Plarium купила компания Aristocrat Leisure Limited, которая занимается созданием и распространением игровых автоматов .

## История
Первым успешным проектом компании стала игра для социальных сетей Poker Shark, которая после запуска в 2009 году быстро набрала популярность в социальных сетях, а позже была выпущена на iOS. В 2010 году Plarium запустили первую в мире полностью трехмерную социальную игру Farmandia.
В 2011 году заработала stand-alone браузерная версия «Правил войны» .
Игра «Кодекс пирата», выпущенная в 2012 году, в короткие сроки заняла первые позиции в рейтинге социальных игр. За первые пять недель к игре присоединились более трех миллионов активных игроков .
В сентябре 2012 года состоялась презентация новой военно-экономической стратегии от Plarium — «Войны престолов» (Stormfall: Age of War). Игра продолжила линию популярных социальных стратегий и получила высокие оценки от пользователей и прессы .
В 2013 году выходит Total Domination: Reborn, которая стала первой мобильной игрой Plarium  .
Игра «Конфликт» вышла в 2013 году  и была внесена в список лучших игр года на Facebook .
В декабре 2014 года портал dou.ua, посвященный украинской индустрии информационных технологий, признал Plarium лучшим работодателем Украины в категории до 800 сотрудников.
В 2014 году открываются 2 новых студии – Plarium Kyiv  и Plarium Lviv .
В январе 2015 года на рынок вышла вторая мобильная игра Plarium — Stormfall: Rise of Balur — стратегия в жанре фэнтези. Проект является мобильной версией игры Stormfall: Age of War, которая появилась на Facebook в 2012 году.
Проект «Норды: Герои севера» запущен весной 2015 года . Компания Facebook в своем ежегодном отчете Games of the Year отметила проект как одну из лучших новых игр на Facebook в 2015 году . Главного героя игры, короля Бьёрна, озвучивал Патрик Урбортон, который работал над мультсериалом «Гриффины» и ситкомами «Сайнфелд», «Новое радио» и «Клава, давай!». В 2017 году вышла украинская локализация игры. Короля Бьерна в ней озвучил актёр Харьковского театра им. Шевченко Дмитрий Петров, а его верного помощника барда Рагнара —  Александр «Фоззи» Сидоренко, вокалист группы ТНМК .
Осенью 2015 года открылись офисы в Мичигане, Одессе  и Краснодаре. В 2022 году компания закрыла офис в Краснодаре..
В январе 2017 года в учебном центре Харьковского университета имени В. Н. Каразина «ЛандауЦентр» при поддержке компании Plarium открыли комнату высоких энергий. Это инсталляция, которая показывает, что такое высокое напряжение, с помощью опытов с Катушкой Тесла и Лестницей Иакова. В конце года Plarium получили первое место за этот проект в «Премии HR-бренд Украина 2017» в номинации «Регион» .
В 2017 году Plarium покупают студию Rumble Games, которая создает игры в жанре MMORPG. Среди созданных проектов – Action RPG в стиле фэнтези KingsRoad (2013) и коллекционная RPG Alliance: Heroes of the Spire (2016) .
В марте 2019 года Plarium выпускают Raid: Shadow Legends. Игра была номинирована на премию Google Play Best of 2019 в категории «Выбор пользователей» .
Raid: Shadow Legends получила негативное внимание из-за своей обширной рекламной кампании, в первую очередь из-за спонсорства с рядом создателей контента YouTube и Twitch. Это привело к тому, что игра стала интернет-мемом «sponsored by Raid: Shadow Legends» .
Для продвижения игры компания регулярно создает синематики . Серия синематиков Champion Therapy победила в номинации App Video на App Growth Awards 2020.
Raid: Shadow Legends хвалили за графику, но критиковали за микротранзакции. Pocket Gamer приветствует «безупречное качество графики», «красиво прорисованных и анимированных» персонажей, а также «щедрый опыт для новых игроков». Однако агрессивная монетизация игры также привлекла внимание.
Bluestacks отмечает высокое качество графики: «анимация просто невероятная, а подобное качество исполнения редко можно встретить в похожих играх». В завершение они сказали, что «игроки, которые любят реалистичные фэнтезийные бои — как во «Властелин колец», — скорее всего, по достоинству оценят Raid: Shadow Legends» .
В 2021 году количество игроков в день достигло 2 млн.
В апреле 2020 года Plarium выпускают казуальную игру Undersea: Solitaire Tripeaks. Действие игры происходит в Южном Шельфе – подводном городке, который был разрушен во время шторма. Игрокам нужно раскладывать пасьянс и зарабатывать кристаллы, чтобы помочь крабу Альфреду и его друзьям восстановить город.
Летом 2021 года Plarium покупают студию Futureplay, которая занимается разработкой казуальных игр. Студия Futureplay создала такие проекты, как Merge Gardens, Battlelands Royale, Idle Farming Empire и другие. Офис студии расположен в Хельсинки .
В августе 2021 года Plarium выпускает мобильный PvP-шутер Mech Arena . В игре доступны различные режимы, более 20 карт и 500+ скинов для роботов. Игра доступна на Android и iOS.
Портал App2Top выбрал Mech Arena в номинации «Мобильная игра года» .
В декабре 2021 года прошло внутриигровое событие Mechs Are Here. В рамках ивента были собраны средства для организации AbleGamers, которая улучшает доступность видеоигр для людей с инвалидностью. Plarium жертвовали AbleGamers 10 000 долларов США за каждые 100 миллионов уничтоженных роботов. За всё мероприятие удалось собрать 100 000 долларов .
В конце 2021 года Plarium заняли третье место в рейтинге лучших работодателей от портала dou.ua в категории «800-1500 сотрудников» .
В марте 2022 года, в связи с вторжением России на Украину, компания Plarium удалила свои игры из магазинов приложений России и Белоруссии, а также прекратила приём платежей в Plarium Play и на plarium.com в этих странах . Также компания пожертвовала 500 тысяч долларов украинскому отделению Красного Креста .
3 января 2023 года стало известно, что компания удаляет браузерные игры, такие как «Правила войны», «Кодекс пирата», «Войны престолов», «Конфликт» из российских социальных сетей ВКонтакте, Одноклассники, Мой Мир.

## Офисы компании
| Офис                  | Расположение         | Год основания | Год покупки компанией Plarium |
| --------------------- | -------------------- | ------------- | ----------------------------- |
| Plarium Herzliya      | Герцлия, Израиль     | 2009          | -                             |
| Plarium Kharkiv       | Харьков, Украина     | 2009          | -                             |
| Plarium Rumble Studio | Сан-Франциско, США   | 2011          | 2017                          |
| Plarium Lviv          | Львов, Украина       | 2014          | -                             |
| Plarium Kyiv          | Киев, Украина        | 2014          | -                             |
| Plarium Michigan      | Мичиган, США         | 2015          | -                             |
| Plarium Odesa         | Одесса, Украина      | 2015          | -                             |
| Futureplay            | Хельсинки, Финляндия | 2015          | 2021                          |
| Plarium Warsaw        | Варшава, Польша      | 2022          | -                             |

## Франшизы
В сотрудничестве с 20th Century Fox Film Corporation Plarium создали ивент «Чужой против Хищника» для проекта «Конфликт». Кинофраншиза охватывает два фильма: «Чужой против Хищника» и «Чужой против Хищника: Реквием». Кампания была полностью озвучена и не пересекалась с основной сюжетной линией игры.
В мае 2016 года Plarium объявили о сотрудничестве с актрисой Меган Фокс («Черепашки-ниндзя», «Трансформеры»), которая стала лицом одного из главных персонажей Stormfall: Rise of Balur, MMO-стратегии с элементами RPG, доступной на iOS и Android. Меган Фокс была в образе капитана королевской стражи, леди Амелии .
Летом 2016-го Plarium анонсировали сотрудничество по ещё одной франшизе — Terminator Genisys. Совместно с компанией Skydance была разработана новая мобильная игра для iOS и Android. Бесплатная MMO-стратегия взяла все элементы пятой части франшизы «Терминатор» — атмосферу, саундтреки, образы персонажей и т. д. Официальный релиз игры состоялся 18 мая 2017 года .
В конце 2016 года Plarium начинают международную маркетинговую кампанию со всемирно известными спортсменами в рамках игры Throne: Kingdom at War. В кампании приняли участие Тони Паркер из клуба NBA San Antonio Spurs, Александр Овечкин из клуба NHL Washington Capitals, Фернандо Торрес из футбольного клуба Atletico Madrid и экс-чемпион из ММА Андерсон да Силва. Спортсмены появились на постерах в образе средневековых воинов с доспехами и оружием, в соответствии сеттингом игры Throne: Kingdom at War .
В 2017 году Plarium и Fox Interactive запускают новую мобильную игру в жанре Match 3 по франшизе Rio. Помимо классической механики «три-в-ряд» в игре есть мини-игры и коллекции персонажей из мультфильма. Релиз проекта состоялся 23 марта 2017 года .

## Сотрудничество с Йеспером Кюдом и совместный альбом
Йеспер Кюд — популярный игровой композитор, который работал над Borderlands, Hitman, Kane & Lynch: Dead Men, Assassin's Creed и другими играми.
Композитор участвовал в создании саундтреков к таким играм Plarium: «Кодекс пирата», «Войны престолов», «Конфликт», «Спарта: Война империй», «Правила войны».
Результатом многолетнего сотрудничества стал альбом саундтреков под названием Five Worlds of Plarium , который включает все работы композитора, созданные для проектов Plarium  .

## Игры Plarium
| Игра                           | Год запуска | Платформа                    |
| ------------------------------ | ----------- | ---------------------------- |
| Poker Shark                    | 2009        | Social и iOS                 |
| Farmandia                      | 2010        | Social                       |
| Правила войны                  | 2011        | Browser                      |
| Кодекс пирата                  | 2011        | Browser                      |
| Войны престолов                | 2012        | Browser                      |
| Stormfall: Age Of War          | 2012        | Browser                      |
| Total Domination: Reborn       | 2013        | iOS and Android              |
| Конфликт                       | 2013        | Browser                      |
| Спарта: Война империй          | 2014        | Browser                      |
| Stormfall: Rise of Balur       | 2015        | iOS и Android                |
| Норды: Герои севера            | 2015        | Browser, iOS и Android       |
| Vikings: War of Clans          | 2015        | iOS, Android, macOS, Windows |
| Throne: Kingdom at War         | 2016        | iOS и Android                |
| Vikings: War of Clans          | 2016        | Browser                      |
| Soldiers Inc.: Mobile Warfare  | 2016        | iOS и Android                |
| Terminator Genisys: Future War | 2017        | iOS и Android                |
| Family Zoo: The Story          | 2017        | iOS и Android                |
| Alliance: Heroes Of The Spire  | 2017        | iOS и Android                |
| Rio: Match 3 Party             | 2017        | iOS и Android                |
| Stormfall: Saga Of Survival    | 2018        | iOS и Android                |
| Lost Island: Blast Adventure   | 2018        | iOS и Android                |
| RAID: Shadow Legends           | 2018        | iOS, Android, macOS, Windows |
| Undersea: Solitaire Tripeaks   | 2020        | iOS и Android                |
| Mech Arena                     | 2021        | iOS, Android                 |